# Jugoslavija na Zimskih olimpijskih igrah 1936
Kraljevino Jugoslavijo je na Zimskih olimpijskih igrah 1936 v Garmisch-Partenkirchenu zastopalo sedemnajst športnikov v štirih športih. 

## Alpsko smučanje
Moški
| Smučar       | Disciplina  | Smuk   | Smuk      | Slalom | Slalom | Slalom    | Skupaj | Skupaj    |
| Smučar       | Disciplina  | Čas    | Uvrstitev | 1. tek | 2. tek | Uvrstitev | Čas    | Uvrstitev |
| ------------ | ----------- | ------ | --------- | ------ | ------ | --------- | ------ | --------- |
| Hubert Hajm  | Kombinacija | Ods    | –         | –      | –      | –         | Ods    | –         |
| Emil Žnidar  | Kombinacija | 8:02,2 | 50        | 1:50,7 | 1:58,1 | 31        | 61,84  | 33        |
| Franci Čop   | Kombinacija | 6:13,6 | 31        | 1:38,5 | 1:37,4 | 22        | 75,88  | 25        |
| Ciril Praček | Kombinacija | 5:39,4 | 16        | 1:34,4 | 1:32,6 | 17        | 81,54  | 15        |

## Smučarski teki
Moški
| Disciplina | Tekač          | Tekma   | Tekma     |
| Disciplina | Tekač          | Čas     | Uvrstitev |
| ---------- | -------------- | ------- | --------- |
| 18 km      | Leon Knap      | 1'28:31 | 44        |
| 18 km      | Avgust Jakopič | 1'26:48 | 38        |
| 18 km      | Franc Smolej   | 1'24:03 | 25        |
| 18 km      | Alojz Klančnik | 1'23:18 | 23        |
| 50 km      | Lado Senčar    | 4'20:20 | 31        |
| 50 km      | Leon Knap      | 3'59:17 | 21        |
| 50 km      | Lovro Žemva    | 3'59:13 | 20        |
| 50 km      | Franc Smolej   | 3'47:40 | 10        |

Moška štafeta 4 x 10 km
| Tekači                                               | Tekma   | Tekma     |
| Tekači                                               | Čas     | Uvrstitev |
| ---------------------------------------------------- | ------- | --------- |
| Leon Knap Avgust Jakopič Alojz Klančnik Franc Smolej | 3'04:38 | 10        |

## Nordijska kombinacija
| Kombinatorec  | Disciplina | Smučarski tek | Smučarski tek | Smučarski tek | Smučarski skoki | Smučarski skoki | Smučarski skoki | Smučarski skoki | Skupaj | Skupaj    |
| Kombinatorec  | Disciplina | Čas           | Točke         | Uvrstitev     | 1. skok         | 2. skok         | Točke           | Uvrstitev       | Točke  | Uvrstitev |
| ------------- | ---------- | ------------- | ------------- | ------------- | --------------- | --------------- | --------------- | --------------- | ------ | --------- |
| Rado Istenič  | Individual | Ods           | –             | –             | –               | –               | –               | –               | Ods    | –         |
| Leon Bebler   | Individual | 1'34:25       | 139,2         | 43            | 41,0            | 42,0            | 177,5           | 32              | 316,7  | 38        |
| Albin Jakopič | Individual | 1'30:02       | 160,8         | 32            | 37,5            | 42,0            | 166,9           | 39              | 327,7  | 36        |
| Tone Dečman   | Individual | 1'29:44       | 162,3         | 30            | 41,0            | 42,5            | 169,1           | 38              | 331,4  | 34        |

## Smučarski skoki
| Skakalec       | Disciplina         | 1. skok | 1. skok | 1. skok   | 2. skok | 2. skok | 2. skok   | Skupaj | Skupaj    |
| Skakalec       | Disciplina         | Dolžina | Točke   | Uvrstitev | Dolžina | Točke   | Uvrstitev | Točke  | Uvrstitev |
| -------------- | ------------------ | ------- | ------- | --------- | ------- | ------- | --------- | ------ | --------- |
| Albin Jakopič  | Srednja skakalnica | 52,0    | 78,0    | 45        | 53,0    | 78,1    | 44        | 156,1  | 44        |
| Albin Novšak   | Srednja skakalnica | 54,0    | 86,0    | 43        | 58,5    | 88,0    | 41        | 174,0  | 41        |
| Franc Pribošek | Srednja skakalnica | 59,0    | 87,8    | 39        | 55,0    | 88,1    | 40        | 175,9  | 39        |
| Franc Palme    | Srednja skakalnica | 61,0    | 87,8    | 39        | 55,0    | 81,1    | 43        | 168,9  | 43        |